# ناحیه گلدانی
ناحیه گلدانی (به لاتین: Gldani District) یک منطقهٔ مسکونی  و ناحیه در گرجستان است که در تفلیس واقع شده‌است. ناحیه گلدانی ۱۷۷٫۵۰۰ نفر جمعیت دارد.